# Prefectura Imathia
Imathia (greacă Ημαθία) este o prefectură greacă, în periferia Macedonia Centrală. Reședința sa este Veria.

## Municipalități și comunități
| Municipalitate   | Cod YPES | Reședință (dacă e diferită) | Cod poștal | Cod zonal |
| ---------------- | -------- | --------------------------- | ---------- | --------- |
| Alexandreia      | 1801     |                             | 593 00     | 23330-2   |
| Anthemia         | 1802     | Kopanos                     | 590 35     | 23320-41  |
| Antigonides      | 1803     | Kavasila                    | 591 00     | 23310-39  |
| Apostolos Pavlos | 1804     | Makrochori                  | 590 33     | 23310-41  |
| Dovras           | 1807     | Agios Georgios              | 591 00     | 23310-51  |
| Eirinoupoli      | 1808     |                             | 590 34     | 23320-4   |
| Makedonida       | 1809     | Rizomata                    | 591 00     | 23310-9   |
| Meliki           | 1810     |                             | 590 31     | 23310-81  |
| Naousa           | 1811     |                             | 592 00     | 23320-2   |
| Platy            | 1812     |                             | 590 32     | 2330-63   |
| Vergina          | 1805     |                             | 590 31     | 23310-92  |
| Veroia           | 1806     |                             | 591 00     | 23310     |